# Вулиця Запорізька (Львів)
Ву́лиця Запор́ізька — вулиця в Сихівському районі міста Львова, місцевості Новий Львів. Сполучає вулицю Мишуги з вулицею Панаса Мирного. Прилучається вулиця Тиверська.

## Назва
Від 1938 року — вулиця Мазовєцька, на честь Мазовії — історичної області на сході Польщі. Від 1943 року (під час німецької окупації) — вулиця Мазовієрґассе. По війні вулиці повернена довоєнна назва, а 1950 року — вулиця Запорізька, на честь українського міста Запоріжжя.

## Забудова
В архітектурному ансамблі вулиці Запорізької присутні одно-двоповерхові будинки, збудовані у 1930-х роках у стилі польського та двоповерхові будинки, збудовані у 1960-х роках у стилі радянського конструктивізму, а також сучасна двоповерхова забудова.

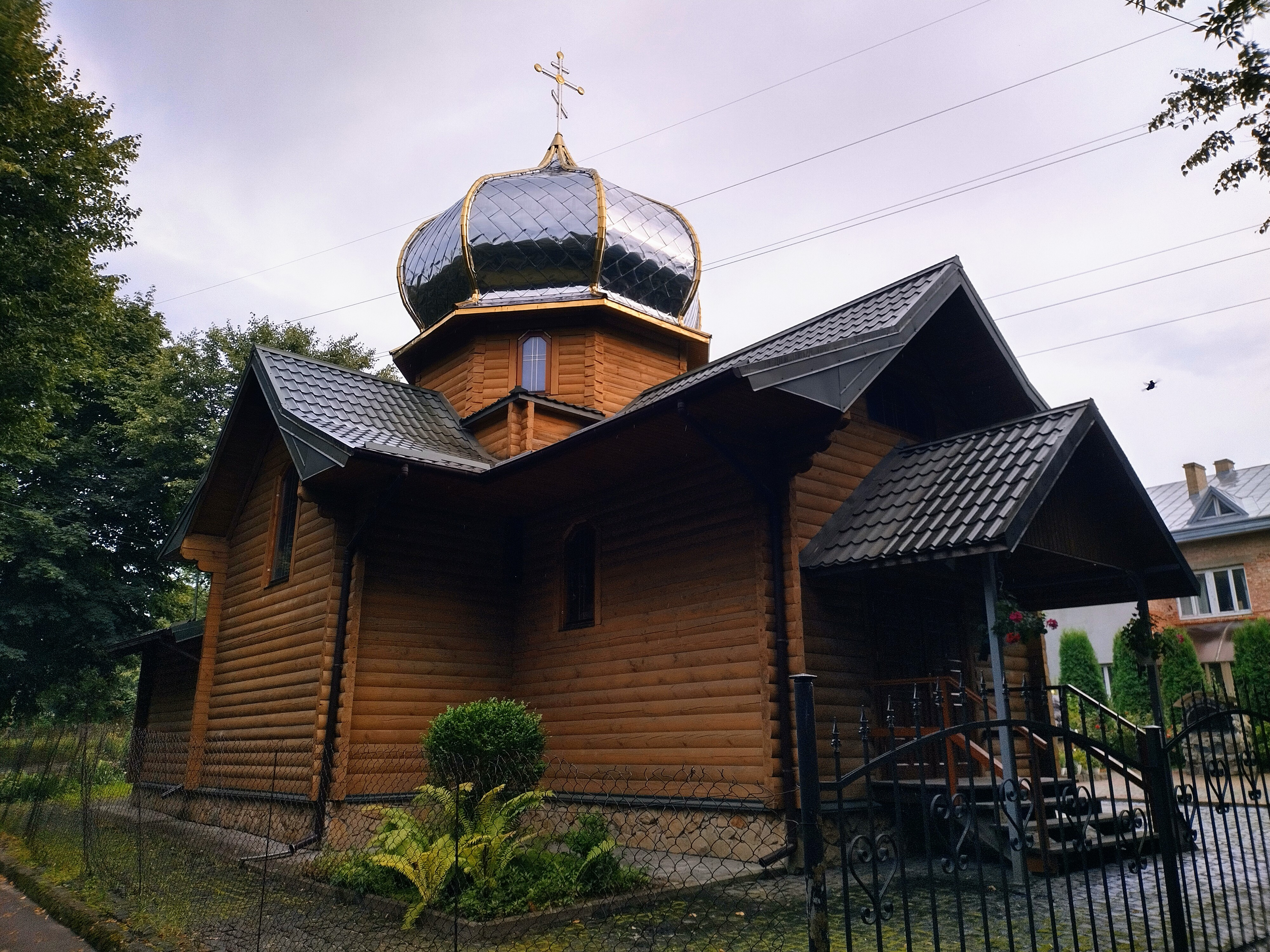
Церква Введення в храм Пресвятої Богородиці

№ 1а — церква Введення в храм Пресвятої Богородиці, збудована у 2006—2014 роках. Належить ПЦУ.
№ 9а — в будинку міститься приватний заклад дошкільної освіти «Ми любимо дітей» (англ. «We love kids»; раніше — «Маленьке королівство»).
№ 20 — львівська спеціалізована школа I—III ступенів № 69 Львівської міської ради Львівської області, яку згідно з ухвалою сесії ЛМР від 25 січня 2018 року «Про зміну типів і назв загальноосвітніх навчальних закладів міста Львова» перейменовано на ліцей «Інтелект» Львівської міської ради.
№ 25 — двоповерховий приватний будинок, споруджений у 1933—1934 роках за типовим проєктом, що розробив інженер-архітектор Тадеуш Врубель для подружжя Яна та Францішки Хламтач. Будинок внесений до реєстру пам'яток архітектури місцевого значення під охоронним № 2601-м. Нині тут міститься перший приватний заклад дошкільної освіти формату «Яскрава дошкола» (англ. «Bright Preschool»), відкритий у 2018 році.

## Світлини

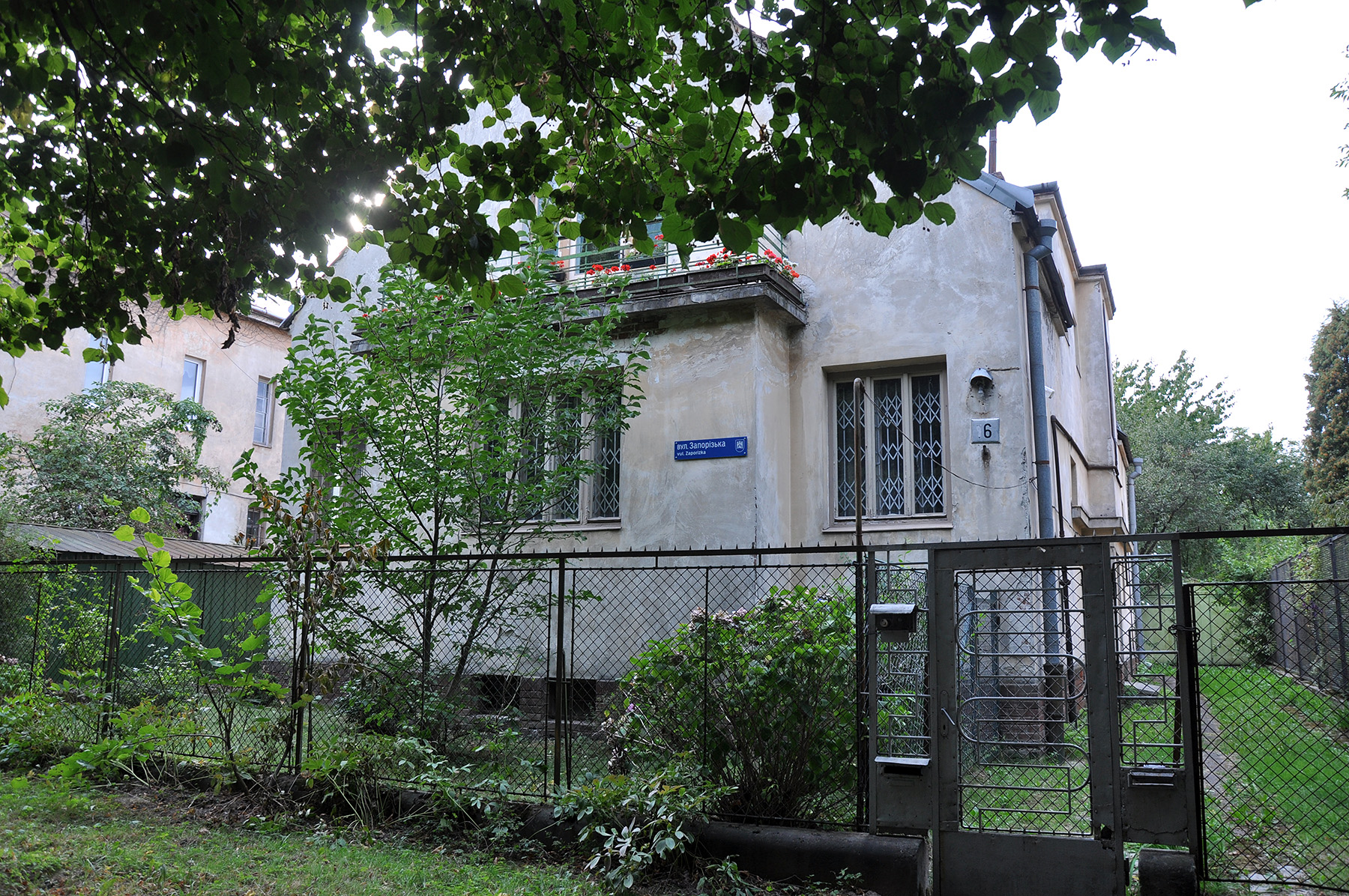
Будинок № 6
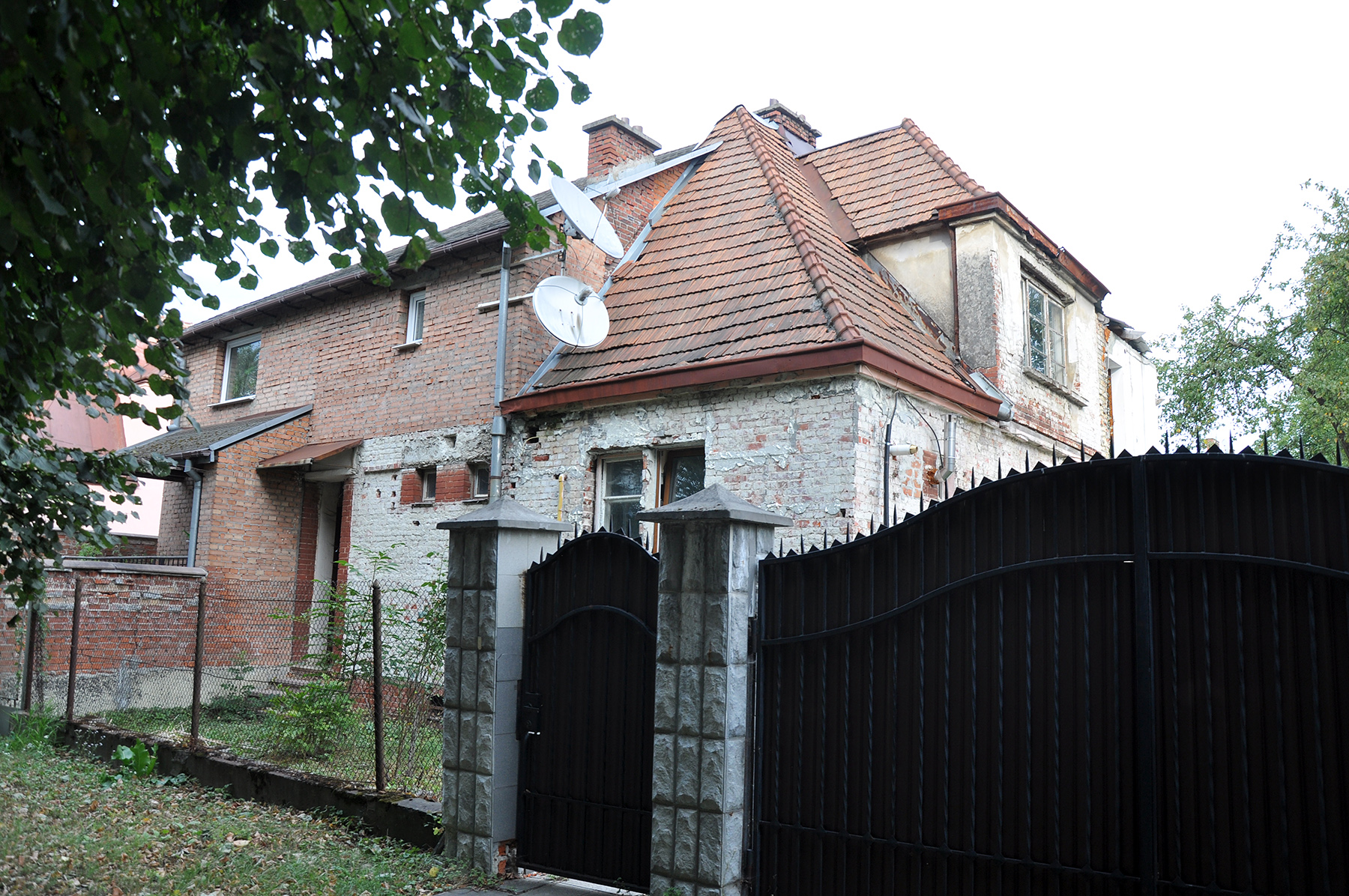
Будинок № 7
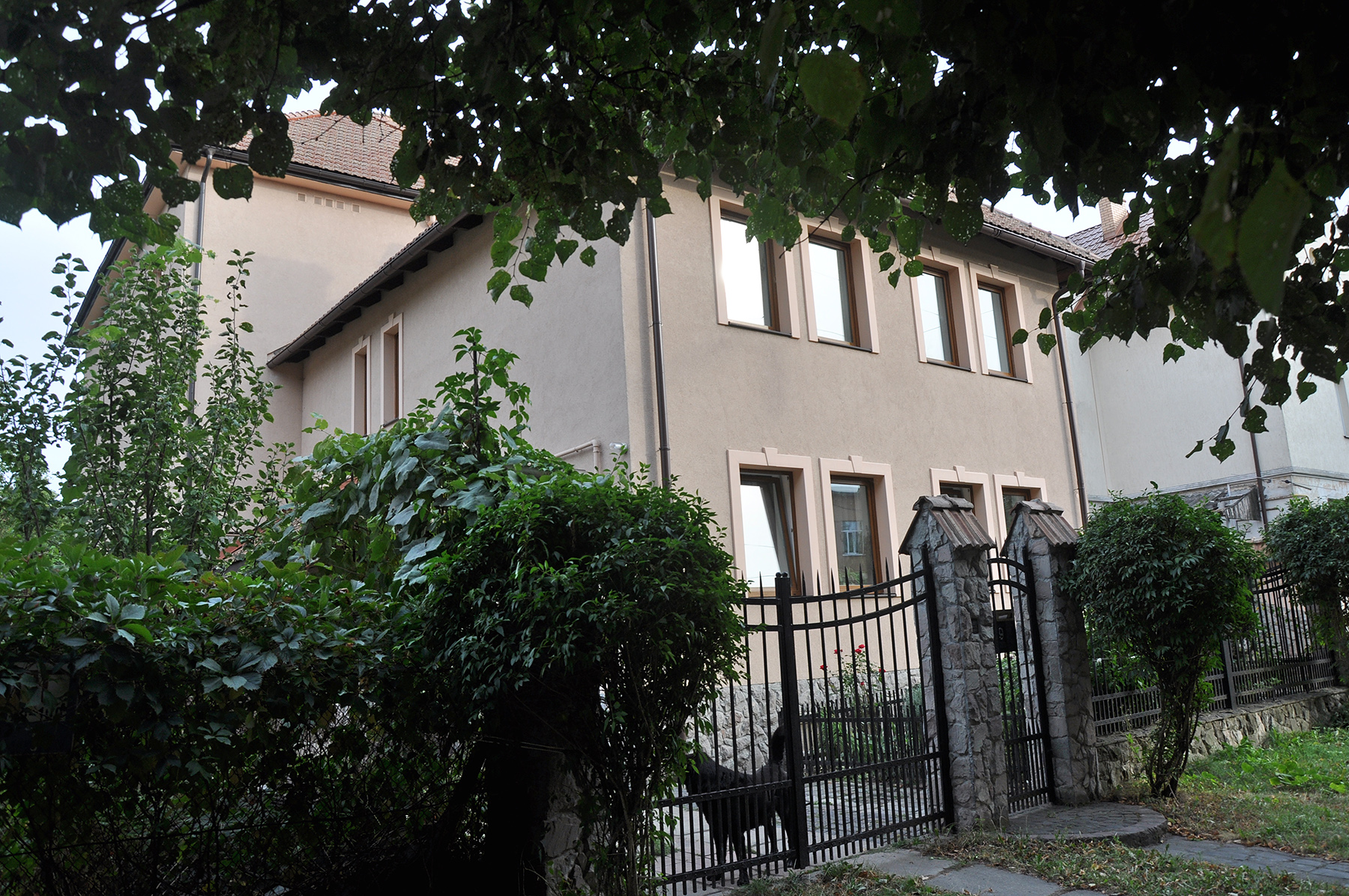
Будинок № 9
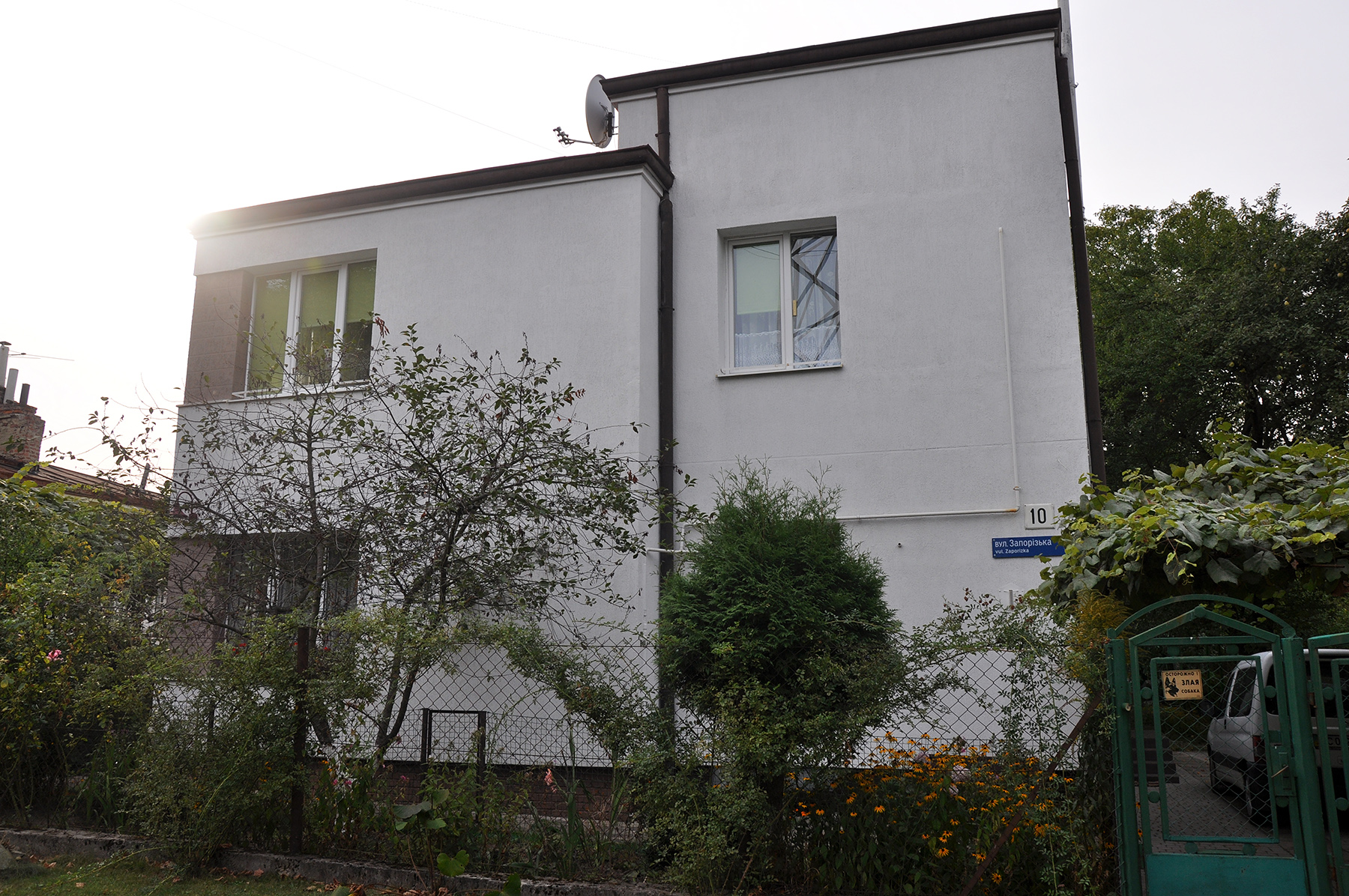
Будинок № 10
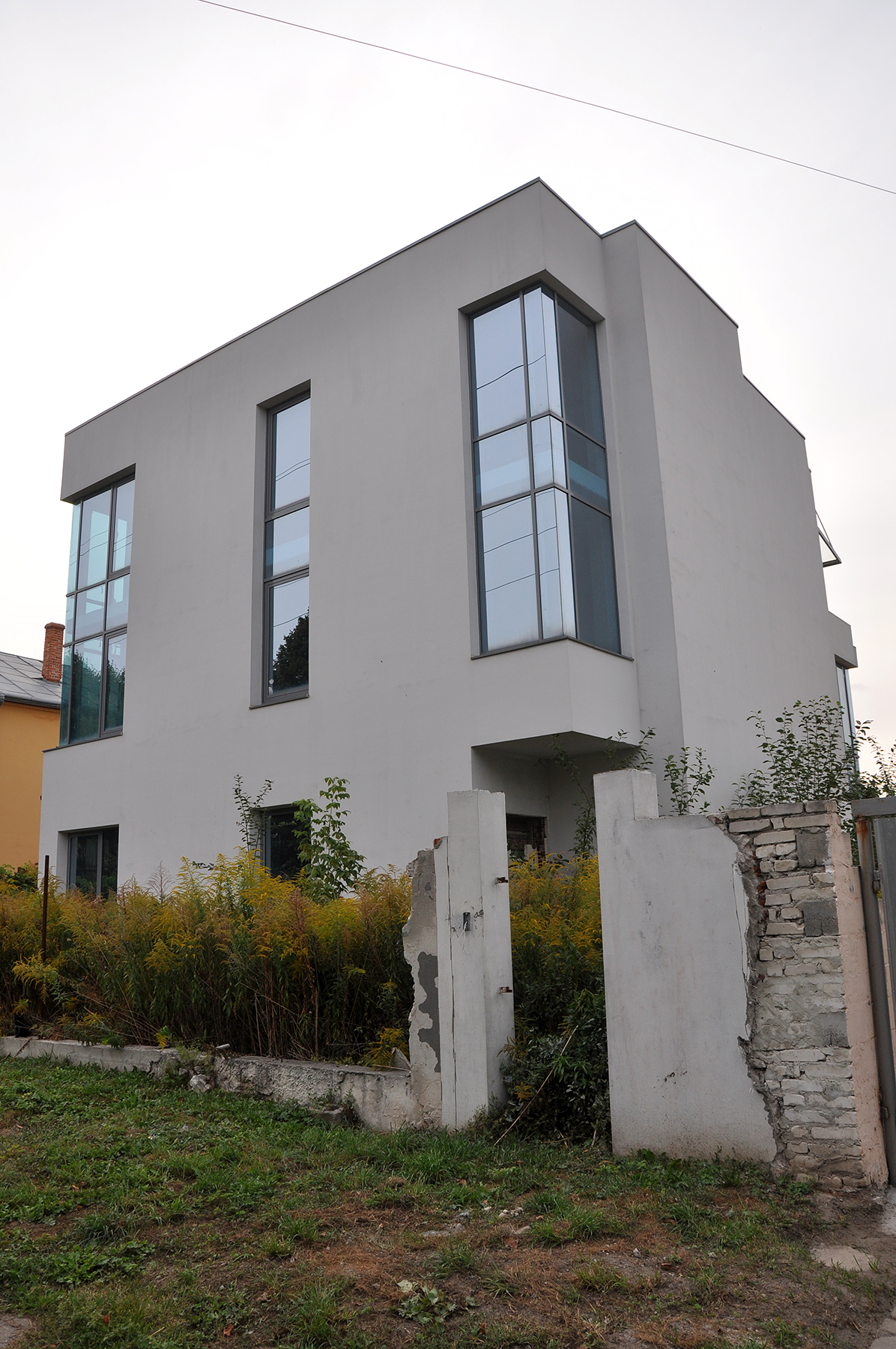
Будинок № 14
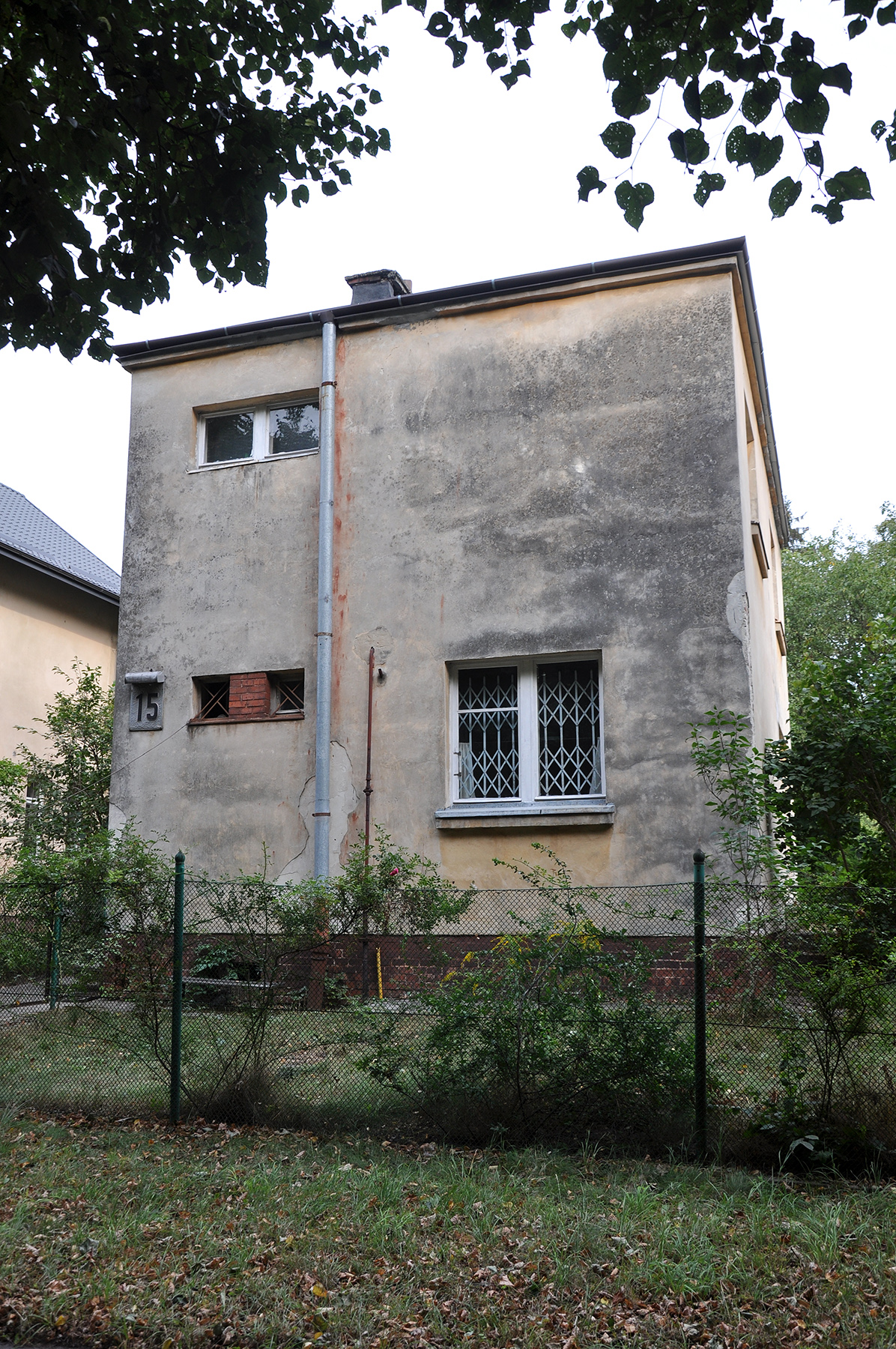
Будинок № 15
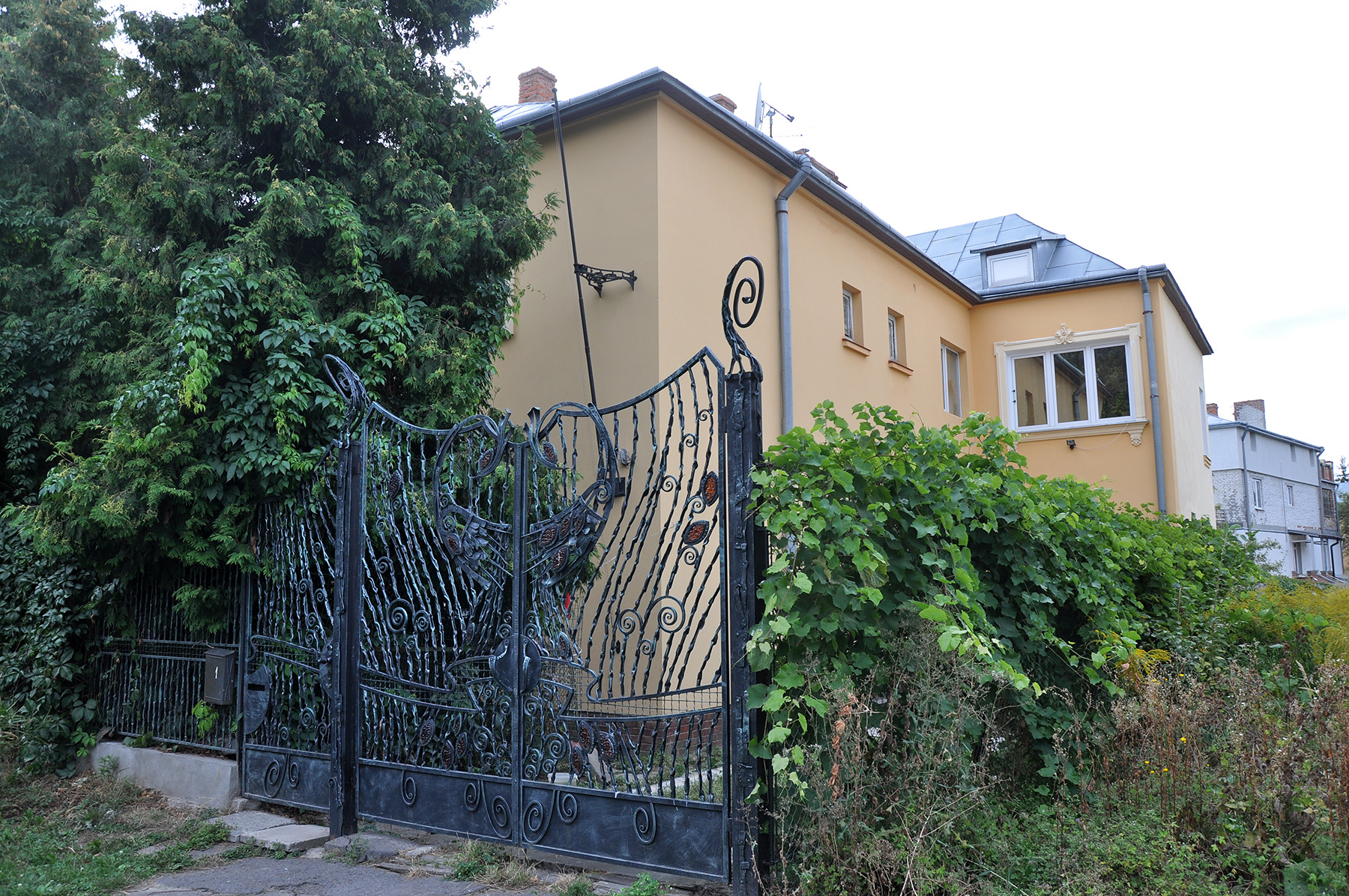
Будинок № 16
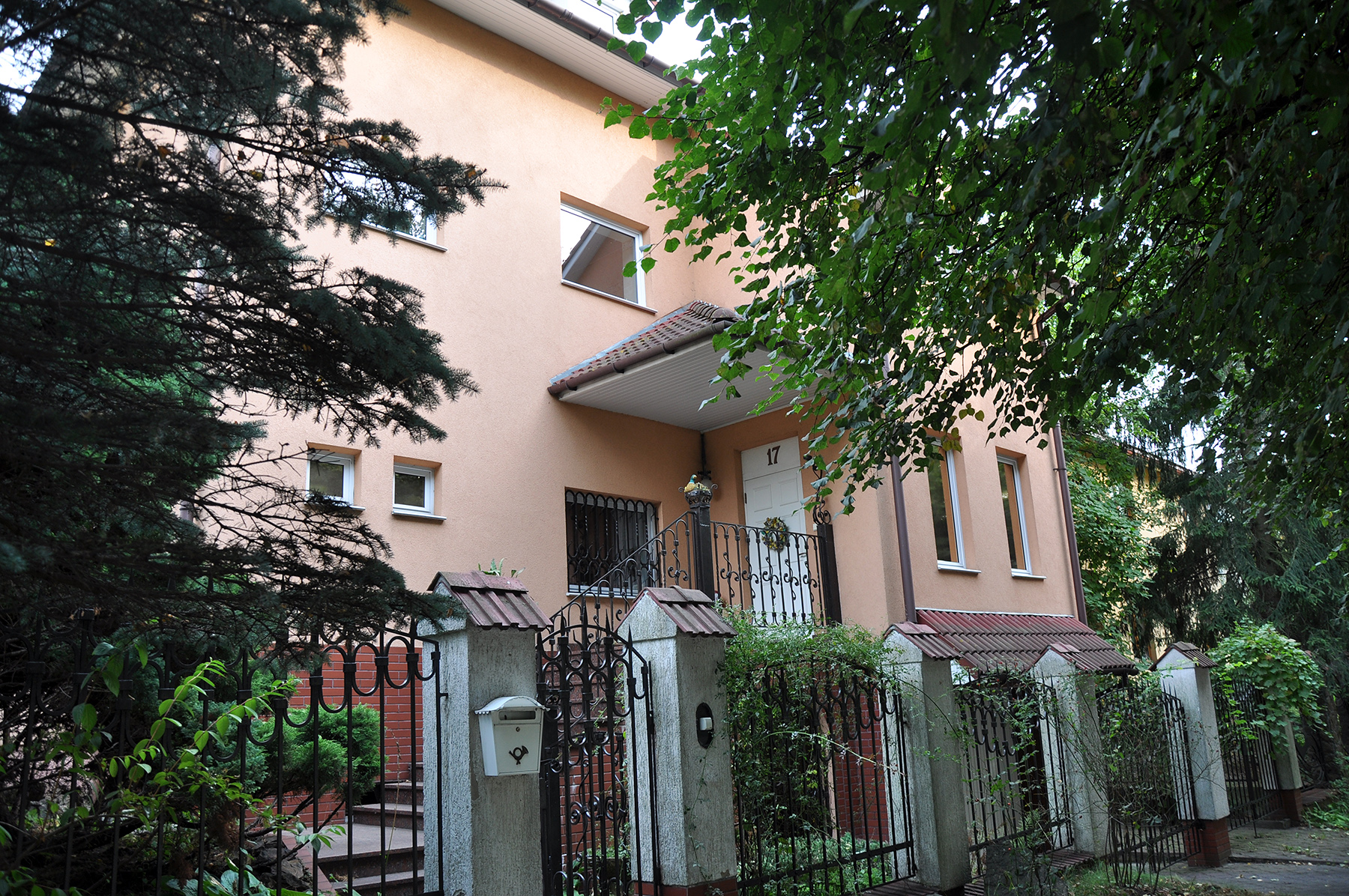
Будинок № 17
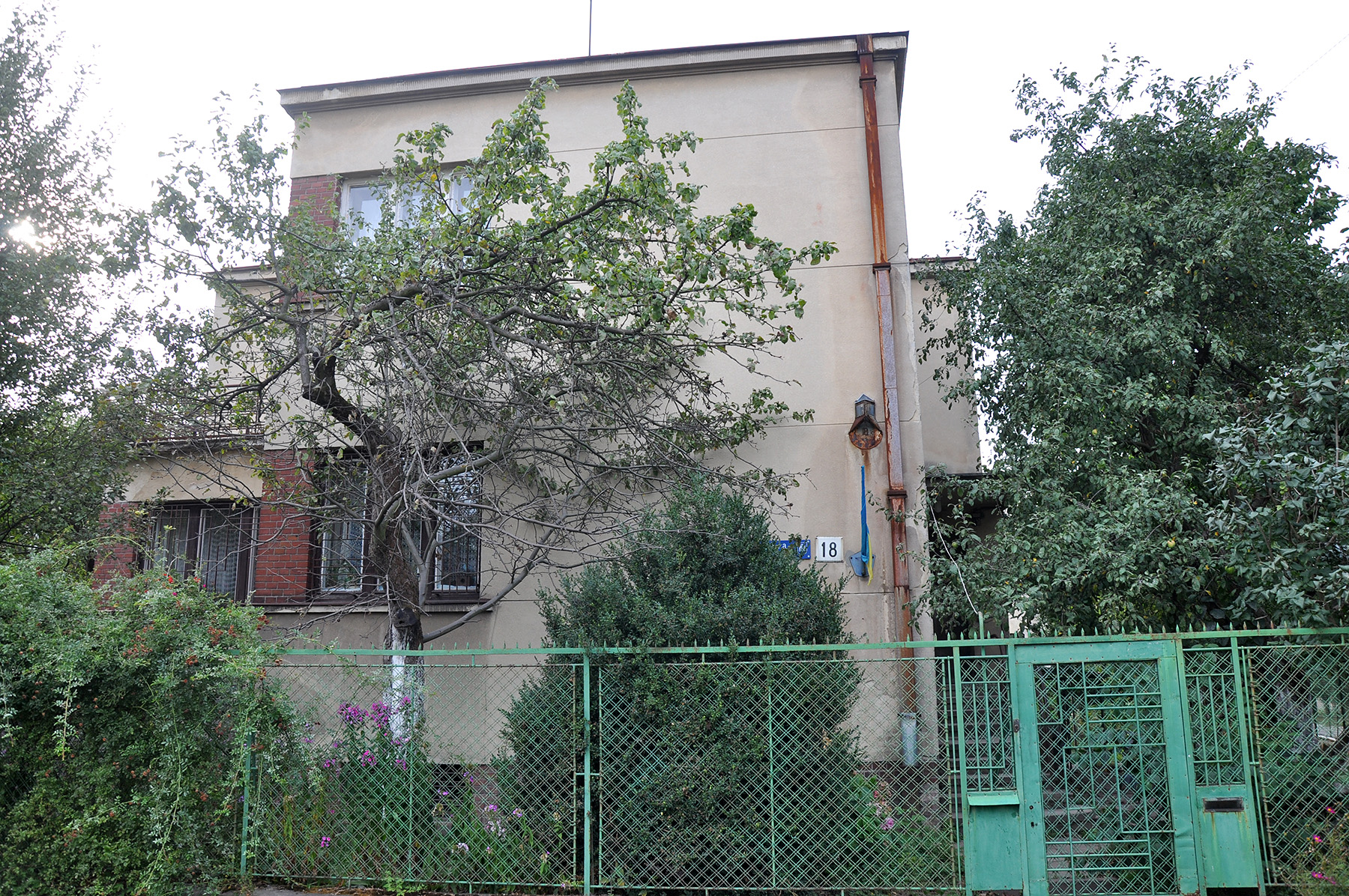
Будинок № 18
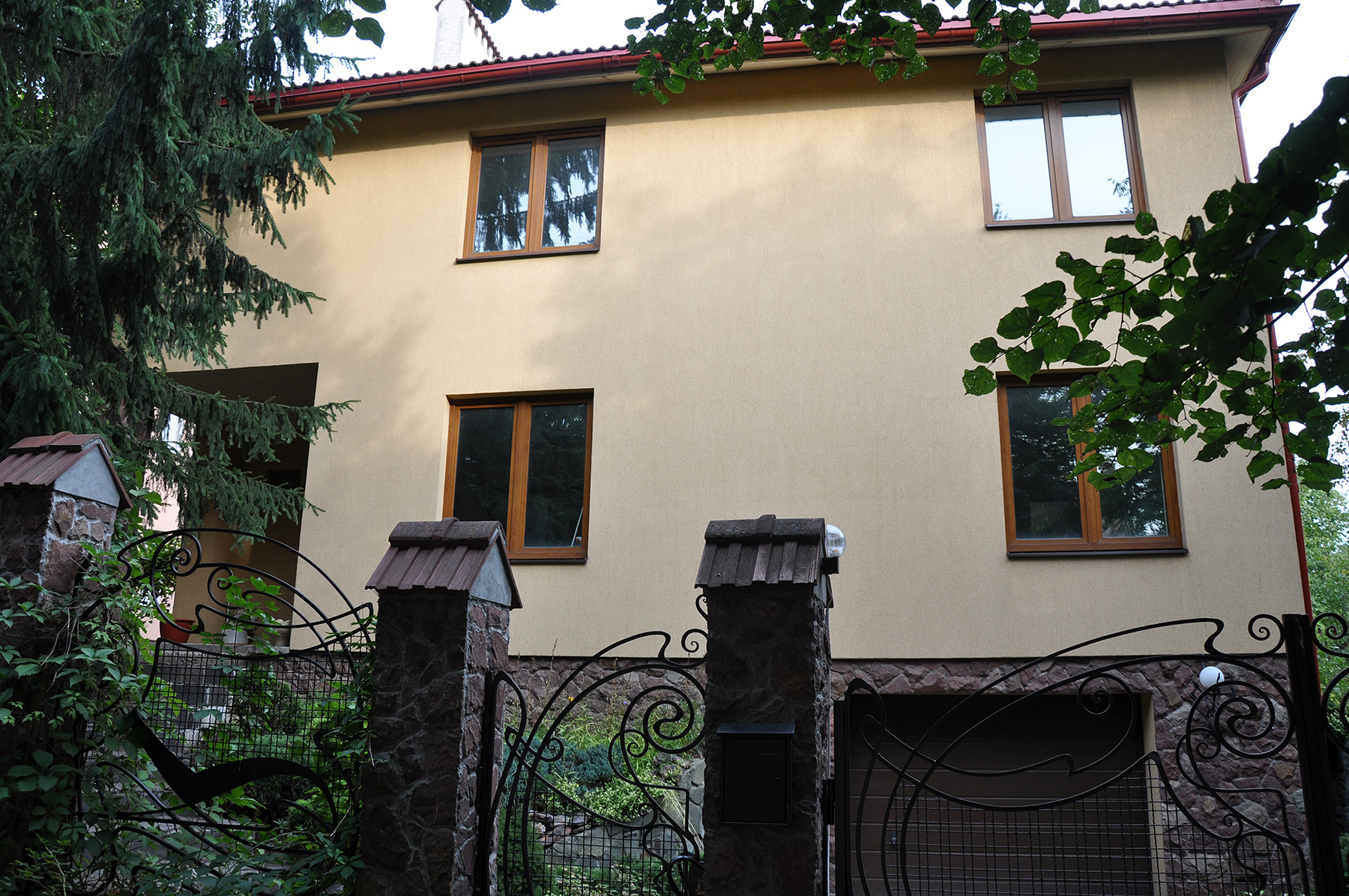
Будинок № 19
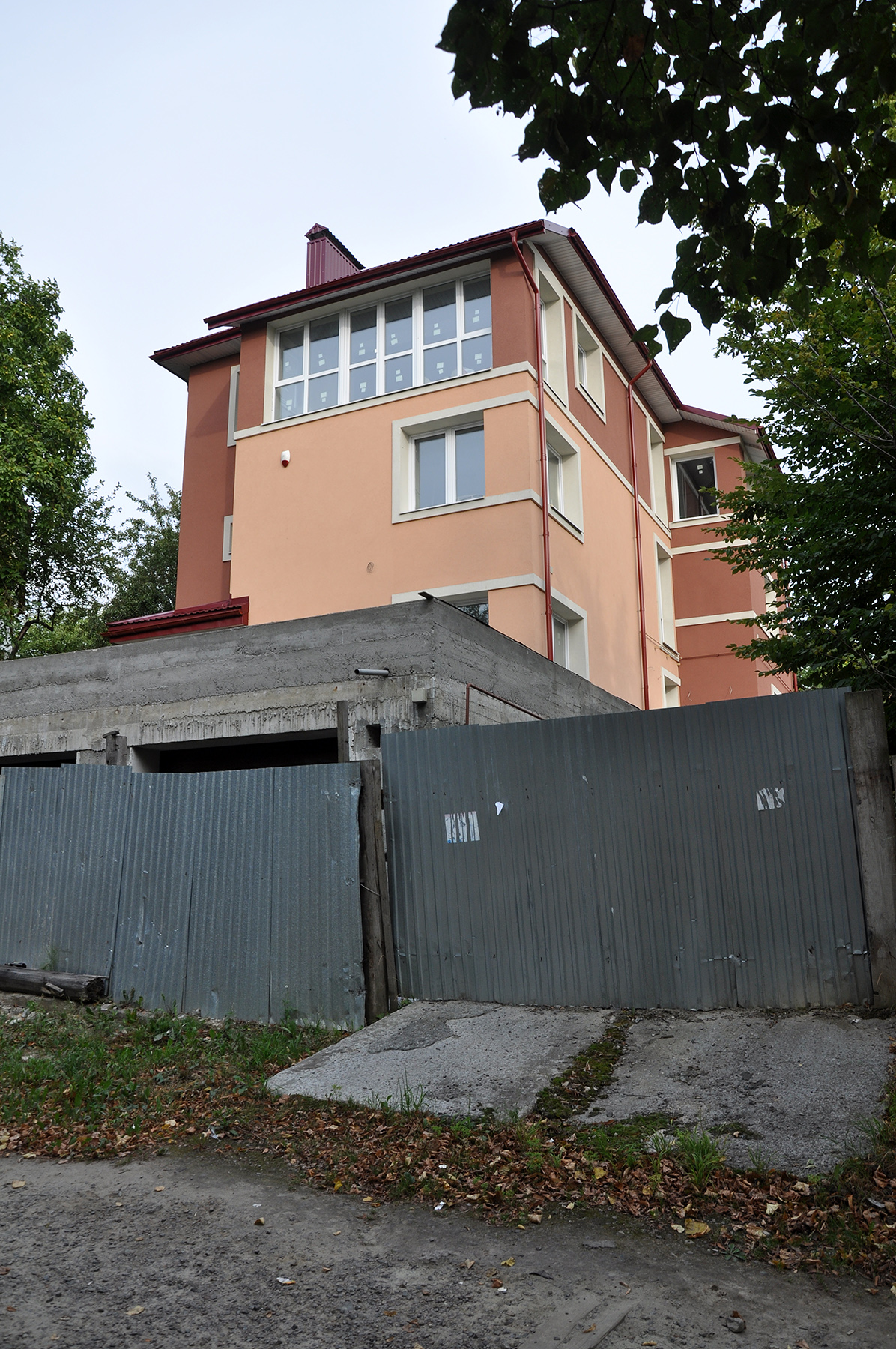
Будинок № 25
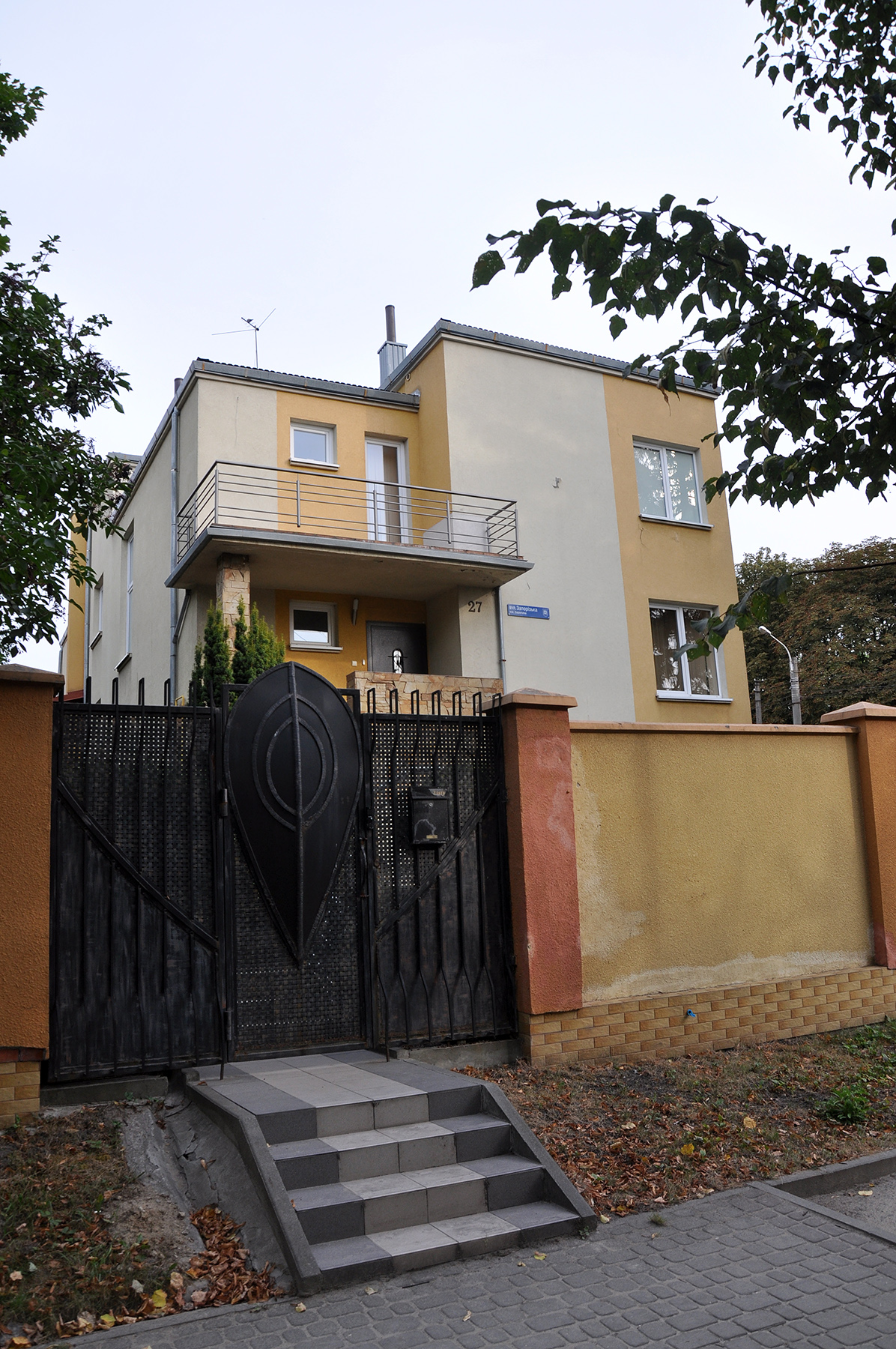
Будинок № 27